# Manuela Maleewa
Manuela Maleewa-Fragnière (ur. 14 lutego 1967 w Sofii) – bułgarska tenisistka, reprezentantka Bułgarii i Szwajcarii w Pucharze Federacji, medalistka olimpijska, zwyciężczyni wielkoszlemowego US Open w grze mieszanej oraz dziewiętnastu turniejów zawodowych w grze pojedynczej.
Praworęczna zawodniczka, z bekhendem oburęcznym, pochodzi z rodziny o tradycjach sportowych – matka Julia Berberian była dziewięciokrotną mistrzynią Bułgarii w tenisie, ojciec Georgi występował w reprezentacji narodowej w koszykówce (potem został profesorem elektroniki na Uniwersytecie w Sofii). Z tenisem związały się także dwie młodsze siostry Manueli – Katerina i Magdalena. Manuela Maleewa treningi tenisowe rozpoczęła jako sześciolatka pod kierunkiem matki. W 1981 zwyciężyła w nieoficjalnych mistrzostwach świata juniorów Orange Bowl w kategorii do lat 14, rok później wygrała juniorską edycję French Open. W 1982 zanotowała także debiut w gronie tenisistek zawodowych, m.in. udanie startując w imprezach wielkoszlemowych (w każdej przeszła przynajmniej rundę, w Melbourne i Nowym Jorku dotarła do 1/16 finału).
Po serii udanych występów w 1984 – wygrała siedem turniejów w grze pojedynczej – awansowała do czołowej dziesiątki rankingu światowego, po sukcesie w Indianapolis sklasyfikowano ją na pozycji nr 3. Wśród najlepszych dziesięciu tenisistek na świecie pozostała do końca kariery. W 1984 odniosła także swoje jedyne zwycięstwo wielkoszlemowe – triumfowała w mikście na US Open, a partnerował jej Tom Gullikson, jeden z pary braci bliźniaków odnoszących sukcesy w grze podwójnej. Od tego czasu niemal co roku odnosiła zwycięstwa turniejowe (z wyjątkiem 1987 i 1990), w tym w prestiżowych imprezach w Indian Wells (1989) i Zurychu. Miała na koncie indywidualne zwycięstwa nad znanymi zawodniczkami, m.in. Martiną Navrátilovą, Chris Evert, Gabrielą Sabatini, Mary Joe Fernández, Arantxą Sánchez Vicario, Janą Novotną, Ziną Garrison. Nie udało się jej natomiast nigdy pokonać Niemki Steffi Graf, z którą przegrała siedemnaście razy.
W każdym z czterech turniejów wielkoszlemowych docierała przynajmniej do ćwierćfinału, na US Open dwukrotnie była w półfinale. Pierwszy raz ćwierćfinał tej rangi osiągnęła w 1984 na Wimbledonie, ostatni – dziesięć lat później w Australian Open. Na kortach im. Rolanda Garrosa była ćwierćfinalistką czterokrotnie (1985, 1987, 1989, 1990), na Wimbledonie jeden raz (1984), na Flushing Meadow sześć razy (półfinały 1992 i 1993, ćwierćfinały 1986, 1988, 1989, 1990), w Melbourne trzy razy (1985, 1992, 1994). W swoim ostatnim występie w US Open w 1993 pokonała m.in. wyżej notowane Conchitę Martínez i Kimiko Date, by w półfinale po raz kolejny ulec Steffi Graf.
Na początku lat 90. wraz z młodszymi siostrami stanowiła silną ekipę rodzinną. Na French Open 1990 po raz pierwszy w historii tenisa trzy siostry wystąpiły w turnieju wielkoszlemowym, na Australian Open 1993 cała trójka znalazła się w gronie szesnastu rozstawionych, a we French Open 1993 wszystkie trzy dotarły do IV rundy (1/8 finału). W 1992 trójka sióstr była klasyfikowana jednocześnie w czołowej piętnastce rankingu światowego. Dwukrotnie zdarzyło się, że Manuela i Katerina Maleewe dotarły do ćwierćfinału tej samej imprezy wielkoszlemowej (US Open 1988 i French Open 1990). Na US Open 1992 Manuela okazała się w ćwierćfinale lepsza od Magdaleny (która wcześniej niespodziewanie wyeliminowała Navrátilovą).
Manuela Maleewa, dziewiętnasta zawodniczka w dziejach tenisa, która przekroczyła liczbę 400 wygranych pojedynków (wiosną 1992), triumfowała łącznie w czterech turniejach deblowych i dziewiętnastu singlowych (ponadto wielkoszlemowe zwycięstwo w grze mieszanej). Karierę zakończyła w lutym 1994 w efektowny sposób – w swoim ostatnim wielkoszlemowym występie w Australian Open dotarła do ćwierćfinału (przegrała z Sánchez Vicario), następnie udała się na dwa turnieje do Japonii; w Tokio w Pan Pacific przegrała w półfinale z Navratilovą, ale swój ostatni turniej wygrała, pokonując w finale w Osace Chorwatkę Ivę Majoli. W latach 1985–1993 nieprzerwanie uczestniczyła w turniejach Masters (WTA Tour Championships), w 1986 także w grze podwójnej. Najlepszy wynik zanotowała w 1987, docierając do półfinału.
Odnosiła sukcesy także w barwach narodowych. Do 1989 występowała w barwach Bułgarii, następnie jako Szwajcarka (po wyjściu za mąż za François Fragnière, byłego czołowego gracza szwajcarskiego, trenera kadry juniorskiej; pobrali się w listopadzie 1987). W latach 1983–1992 dla obu reprezentacji w Pucharze Federacji wygrała 28 pojedynków, przegrała 15. Występowała zarówno jako singlistka, jak i deblistka; w 1985 i 1987 ekipa Bułgarii docierała do półfinału Pucharu Federacji. Maleewa dwukrotnie uczestniczyła w igrzyskach olimpijskich – w Seulu w 1988 zdobyła brązowy medal w grze pojedynczej (przegrała w półfinale z Gabrielą Sabatini 1:6, 1:6), w deblu w parze z siostrą Kateriną odpadła już w I rundzie (z Elizabeth Smylie i Wendy Turnbull); w Barcelonie w 1992 była w ćwierćfinale singla (odpadła po trzysetowym meczu z Mary Joe Fernández) i II rundzie debla (w parze z Emanuelą Zardo, przegrała z Sánchez Vicario i Martínez). W 1992 dla Szwajcarii zdobyła Puchar Hopmana (razem z Jakobem Hlaskiem); trofeum to jest uważane za nieoficjalne mistrzostwa świata w grze mieszanej.
Z małżeństwa z Fragnière (w ostatnich latach kariery występowała jako Maleewa-Fragnière) ma troje dzieci – dwie córki i syna. Epoka bułgarskich sióstr, zapoczątkowana jej występami, trwała jeszcze kilkanaście lat – Katerina Maleewa występowała na światowych kortach do 1997, Magdalena do 2005.
Wygrane turnieje:
- gra pojedyncza:
  - 1984 Swiss Open, US Clay Courts, Tokio (Pan Pacific), Rzym (Italian Open), Tokio (Lions Cup)
  - 1985 Tokio (Pan Pacific)
  - 1987 Mahwah, Charleston
  - 1988 Wichita, Phoenix
  - 1989 Indian Wells, European Open
  - 1991 Linz, European Open, Bayonne
  - 1992 Bayonne
  - 1993 Linz, Zurych
  - 1994 Osaka
- gra podwójna:
  - 1985 US Clay Courts (z Kateriną Maleewą)
  - 1987 Belgian Open (z Bettiną Bunge)
  - 1991 Linz (z Raffaellą Reggi)
  - 1993 Amelia Island (z Leilą Meschi)
- gra mieszana:
  - 1984 US Open (z Tomem Gulliksonem)